# Citroën LN
Citroën LN / LNA je malý městský automobil, který vyráběla francouzská automobilka Citroën v letech 1976 až 1986. Vyráběl se jako 3dveřový hatchback. Model LN (Heléne) později nahradil novější model LNA (Helena). Vyrobilo se 129 611 kusů modelu LN a 223 772 kusů modelu LNA za 10 let celkové produkce.

## Vývoj
Po krachu automobilky Citroën byl převzat Peugeotem a model LN byl prvním společným automobilem skupiny PSA (Peugeot, Talbot, Citroën) a tzv. prvním novým Citroënem. Citroën potřeboval posílit v segmentu malých městských automobilů a model 2CV k nim nepatřil. Převzal platformu z modelu Peugeot 104 Coupé. Jako motor posloužil plochý dvouválec z Citroënu 2CV a čtyřstupňová převodovka z modelu Citroën GS. Úroveň výbavy byla minimální, ale prodeje rostly díky nenáročné údržbě a nízkým provozním nákladům.

## LN
Model LN byl představen na Pařížském autosalonu v roce 1976 a o rok později šel do prodeje. Byl prvním modelem fúze automobilek a vyvolal negativní ohlas příznivců Citroënu. Důvodem byla úplná shodnost s modelem Peugeot 104. Původní projekt městského automobilu Project VD byl přepracován podle zadání Peugeotu a tak na platformě 104 vznikly dva automobily. Citroën LN a Citroën Visa. LN se prodával hlavně v zemi původu ve Francii. Motorizaci tvořil pouze jeden motor o výkonu 32 k.

## LNA
V roce 1978 přišel model LNA, jehož karoserie zůstala nezměněna a byla shodná s modelem LN. V názvu přibylo písmeno "A" což znamenalo Athlétique (Atletický). Změnil se motor, přibyl plochý dvouválec z Citroënu Visa, později čtyřválec, který dosahoval maximální rychlosti 145 km/h.
Model LNA byl na rozdíl od LN exportován do Evropy, včetně Velké Británie s pravostranným řízením. V roce 1982 prošel model prvním menším faceliftem a dostal čtyřválcový motor z modelu Visa 11E. Kovové nárazníky nahradily plastové, změnila se obrysová světla a kola z modelu Visa Super E. Od července 1984 se model LNA11 změnil. U motoru byl zvýšen výkon a model dosahoval maximální rychlosti 144 km/h a z 0–100 zrychloval za 15,3 sekund.

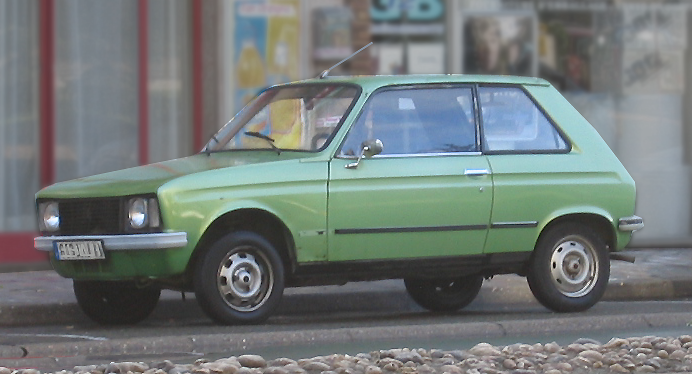
Citroën LN
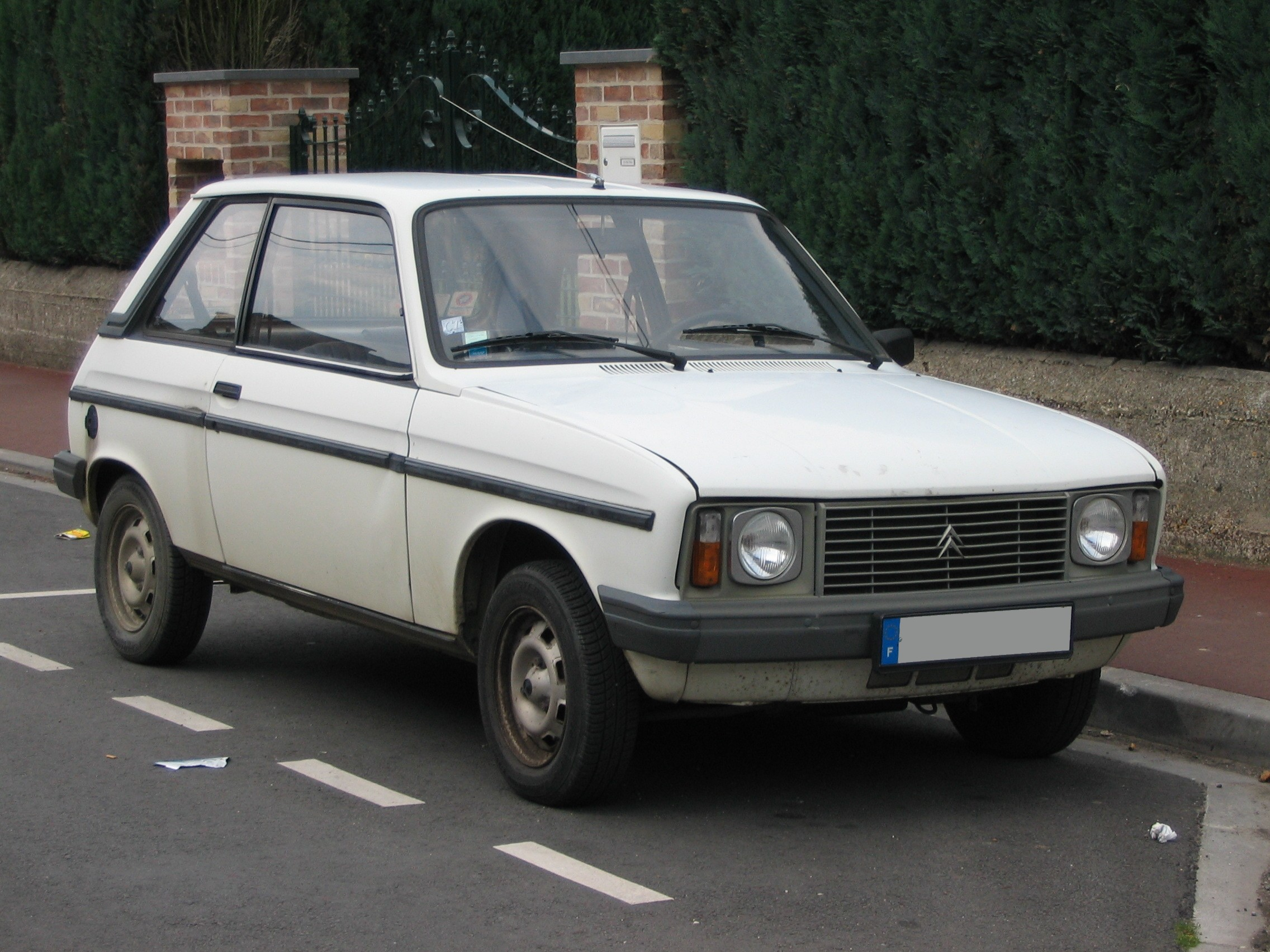
Citroën LNA z roku 1986
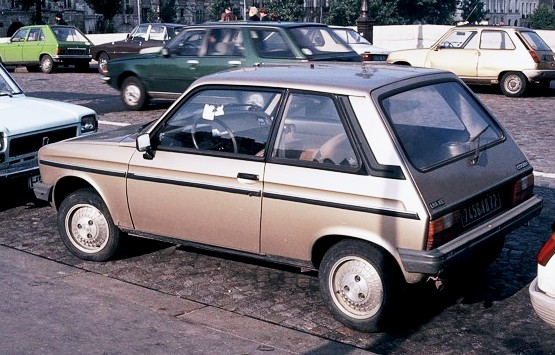
Citroën LNA
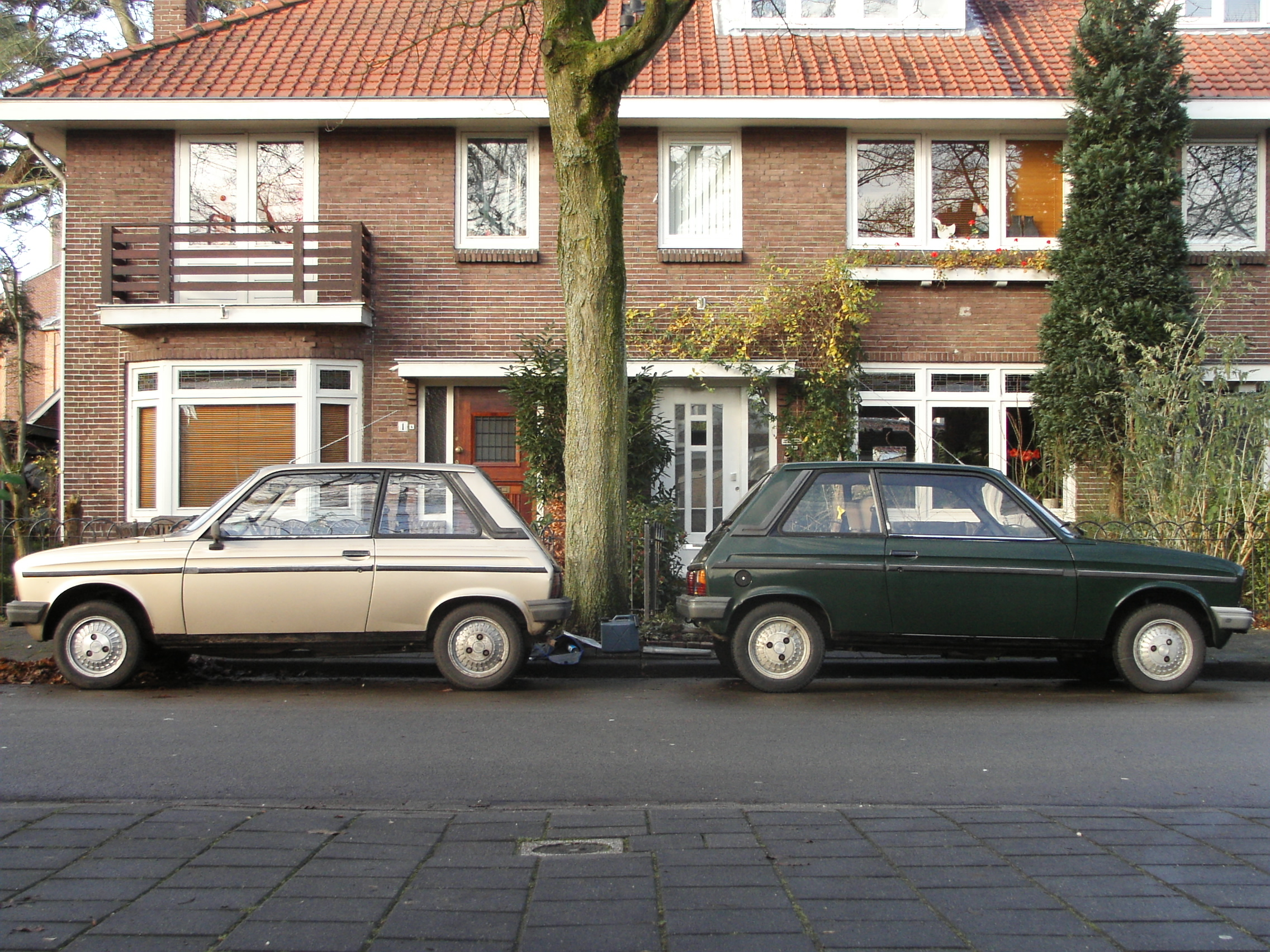
Citroën LNA 11 E Cannelle (vlevo) a 11 RE toutes options (vpravo)

## Motory
LN - zážehový plochý dvouválec.
- 0.6 (602 ccm) 32 k při 5 750 ot./min (R 06/627), Vmax: 120 km h

LNA
- 0.7 (652 ccm) 36 k při 5 500 ot./min (V 06/630)
- 0.7 (652 ccm) 34,5 k při 5 500 ot./min (V 06/644)
- 1.1 (1124 ccm) 50 k při 5 500 ot./min (XW 7 (109 / 5F), Vmax: 144 km/h

## Konec výroby
LN nahradil v roce 1986 již takzvaný pravý citroën – Citroën AX. „Bratr“ Talbot Samba stejné platformy zůstal ve výrobě do roku 1987 a Peugeot 104 zůstal ve výrobě do roku 1988.